# Acherontia circe
Acherontia circe är en fjärilsart som beskrevs av Moore 1858. Acherontia circe ingår i släktet Acherontia och familjen svärmare. Inga underarter finns listade i Catalogue of Life.